# Mid Sussex
Mid Sussex – dystrykt w hrabstwie West Sussex w Anglii. Znajdują się tam 3 miasta. Siedzibą dystryktu jest Haywards Heath, a największym miastem Burgess Hill. Trzecim miastem jest East Grinstead.

## Inne miejscowości
Abbotsford, Albourne, Ansty, Ardingly, Ashurst Wood, Balcombe, Bolney, Clayton, Copthorne, Crawley Down, Cuckfield, Fulking, Goddards Green, Handcross, Hassocks, Hickstead, Horsted Keynes, Hurst Wickham, Hurstpierpoint, Keymer, Lindfield, Newtimber, Pease Pottage, Poynings, Pyecombe, Saddlescombe, Saint Hill Green, Sayers Common, Scaynes Hill, Sharpthorne, Slaugham, Staplefield, Turners Hill, Twineham, Warninglid, West Hoathly, Whitemans Green, Worth.